# حقل جالو
بدأ النشاط الاستكشافي للشركة بداية عام 1956 حيث تمكنت من حفر أول بئر منتجة للنفط بكميات تجارية. خلال السنوات القليلة الماضية حققت اكتشافاً نفطياً هاماً في منطقة شمال حقل جالو في الجزء الجنوبي من حوض سرت تكوين رملة النوبة.
حفـرت الشركة 1100 بئـر منها 80% آبار منتجة للنفط والغاز، ولها خمسة حقول نفطية وهي حقل الواحة - أكبر تلك الحقول - حقل السماح وحقل جالو وحقل الظهرة وحقل الفارغ الذي طوّر حديثاً، إضافة إلى عدد آخر من الحقول الفرعية. وينقل من خلال خطوط الأنابيب ليصدّر إلى الخارج من خلال ميناء السدرة النفطي الذي تمتلكه الشركة أيضاً.